# Calochortus superbus
Calochortus superbus là một loài thực vật có hoa trong họ Liliaceae. Loài này được Purdy ex Howell miêu tả khoa học đầu tiên năm 1932.